# Semaeopus didymitoca
Semaeopus didymitoca är en fjärilsart som beskrevs av Louis Beethoven Prout 1938. Semaeopus didymitoca ingår i släktet Semaeopus och familjen mätare. Inga underarter finns listade i Catalogue of Life.